# Società italiana poliestere
La Società italiana poliestere S.p.A. è stata la controllata della Montefibre (gruppo Montedison) operante nel settore della produzione di fibre poliesteri in posizione dominante sul mercato italiano.

## Storia

### Origini
A sua volta, la Montefibre era nata come la concentrazione delle società del gruppo Montedison. Già la Rhodiatoce aveva un'esclusiva italiana per le fibre poliestere (conosciute e diffuse con il marchio commerciale Terital), prodotte nello stabilimento di Casoria tanto sotto forma di filo continuo che di fiocco.
Venuta a crearsi una situazione di grave crisi del settore, la Montefibre decise di ristrutturarsi, alla fine del 1981, divenendo una sorta di holding e creando una serie di società figlie monoprodotto che facevano capo alle precedenti divisioni operative: quella che si doveva occupare del settore delle fibre poliesteri assunse il nome di Società italiana poliestere S.p.A., con un capitale sociale di 50 miliardi di lire e 1.200 dipendenti, la quale avrebbe gestito il nuovissimo stabilimento di Acerra (che nel 1983 avrebbe sostituito quello di Casoria).

### La crescita produttiva
Negli anni successivi la società aumentò il fatturato in seguito anche al fatto che Montefibre, dopo aver rinunciato (1983) all'esclusiva nel settore della produzione delle fibre poliammidiche (settore inquadrato nella Società italiana nailon), ricevette come contropartita una quota maggiore nella produzione delle fibre acriliche (settore inquadrato nella Società italiana prodotti acrilici) e delle fibre poliesteri stesse.

### L'incorporamento nella SIPA
Nel 1987 la Società italiana poliestere verrà infine incorporata nella Società italiana prodotti acrilici (quest'ultima incorporata poi, nel 1988, nella stessa Montefibre).